# JR貨物20D形コンテナ
JR貨物20D形コンテナ（JRかもつ20Dがたコンテナ）は、日本貨物鉄道（JR貨物）が2005年（平成17年）より製作・運用している、5 t積・12 ft長の有蓋コンテナである。

## 概要
- 20C形に、簡易通風機構を追加したコンテナとして、2006年（平成17年）1月に東急車輛製造和歌山製作所により10個が製造された。増備分として、2006年（平成18年）4月に190個が製造された。2007年（平成19年）以降、エコレールマークのシールが順次貼り付けられた。
- その後、2013年（平成25年）度に250個[1]が製造された。この年の製造分より、エコレールマークのシールが製造時より貼られてるほか、「環境にやさしい鉄道コンテナ」の表記が消されている。
- 2018年（平成30年）以降、3月17日のダイヤ改正でコキ50000形の営業運転が終了したことにより、一般的な天地寸法である19D形の後継として、製造されるようになった。2018年（平成30年）度には、形状変更と製造番号の繰り上げをし、1001番からの附番となった個体が2650個[2]製造された。
- 2019年（令和元年）度増備分より、妻面の白帯が省略された個体が3600個[3]製造された。
- 2021年（令和3年）度増備分より、側面中央の白帯が省略された個体が2450個[4]製造された。
- 2022年（令和4年）度増備分より、番号が繰り上げられ10001より800個が総合和歌山で製造されている。10000番台の変更点は山陽本線での脱線事故を踏まえた、重量制限装置等を備えた点である。
- 同年度は、総合車両製作所製の妻面リブが20G形10000番台、V19C形の11000番台と共通の構造に変更された11000番台も登場し、総合和歌山で800個製造されている。この年より通風コンテナの需要が低下していることから、V19C形の置き換えも兼ねている。
- 2022年度に1,600個[5]、2023年（令和5年）度に1100個[6]が増備され、合計11,850個が製作された。

製造年度、メーカーによる違い

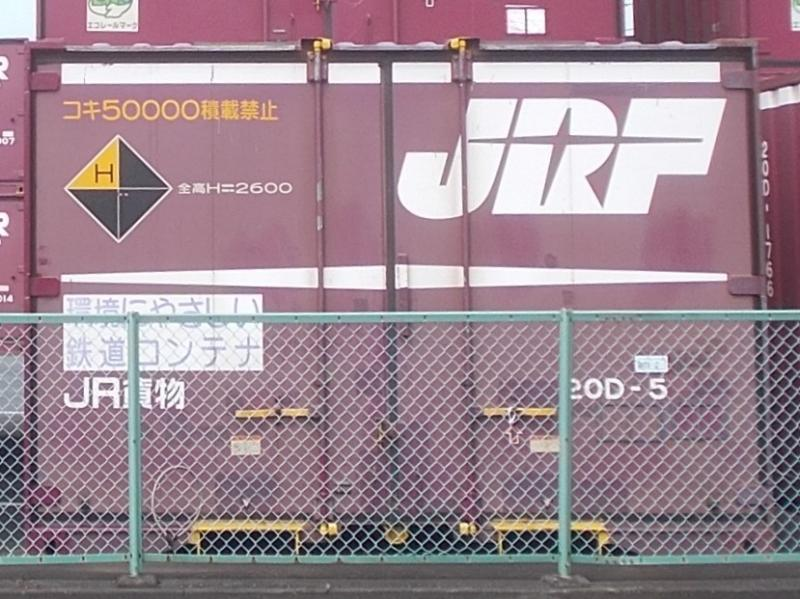
2005年度増備コンテナ 20D-5。
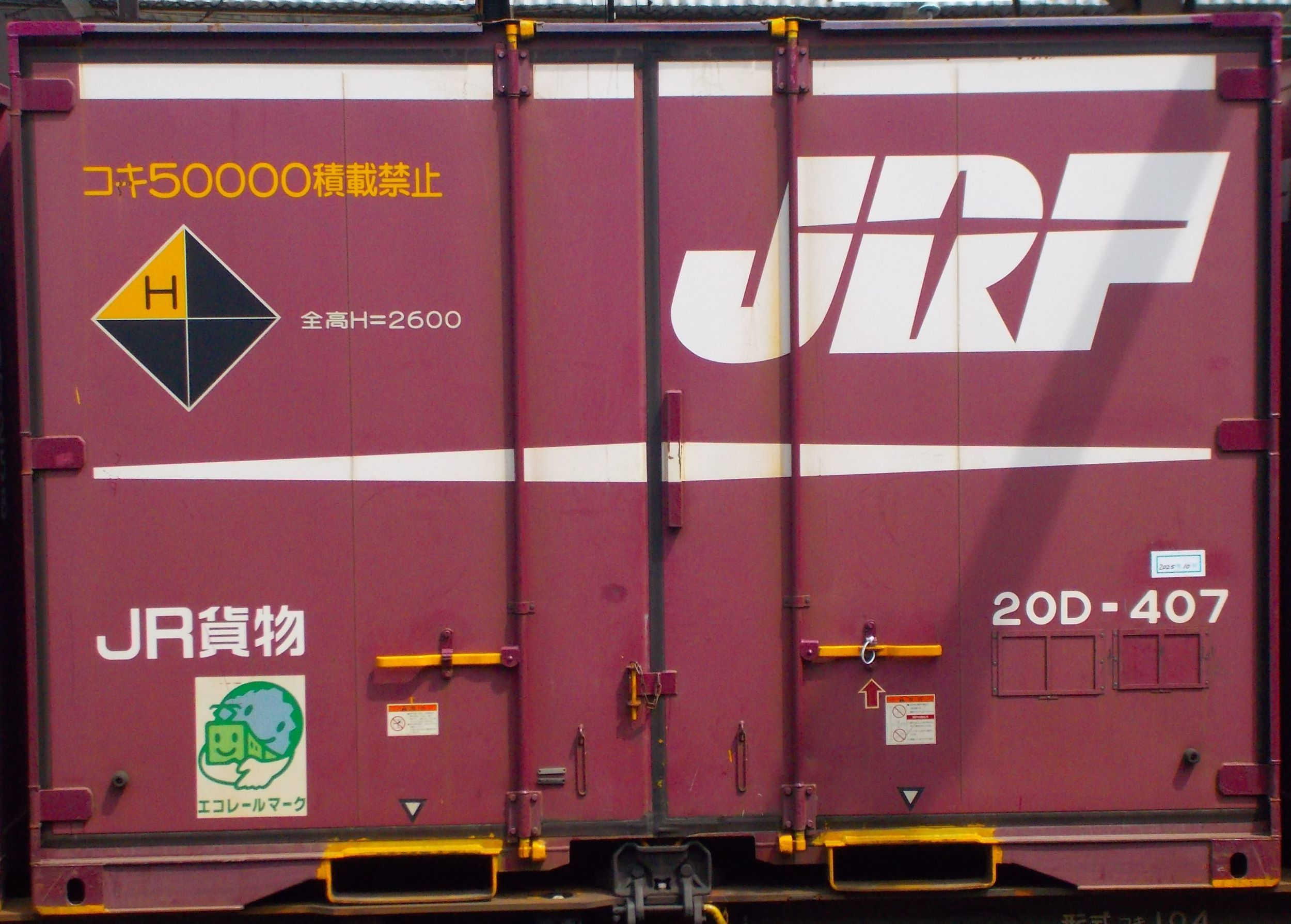
2013年度増備コンテナ 20D-407。
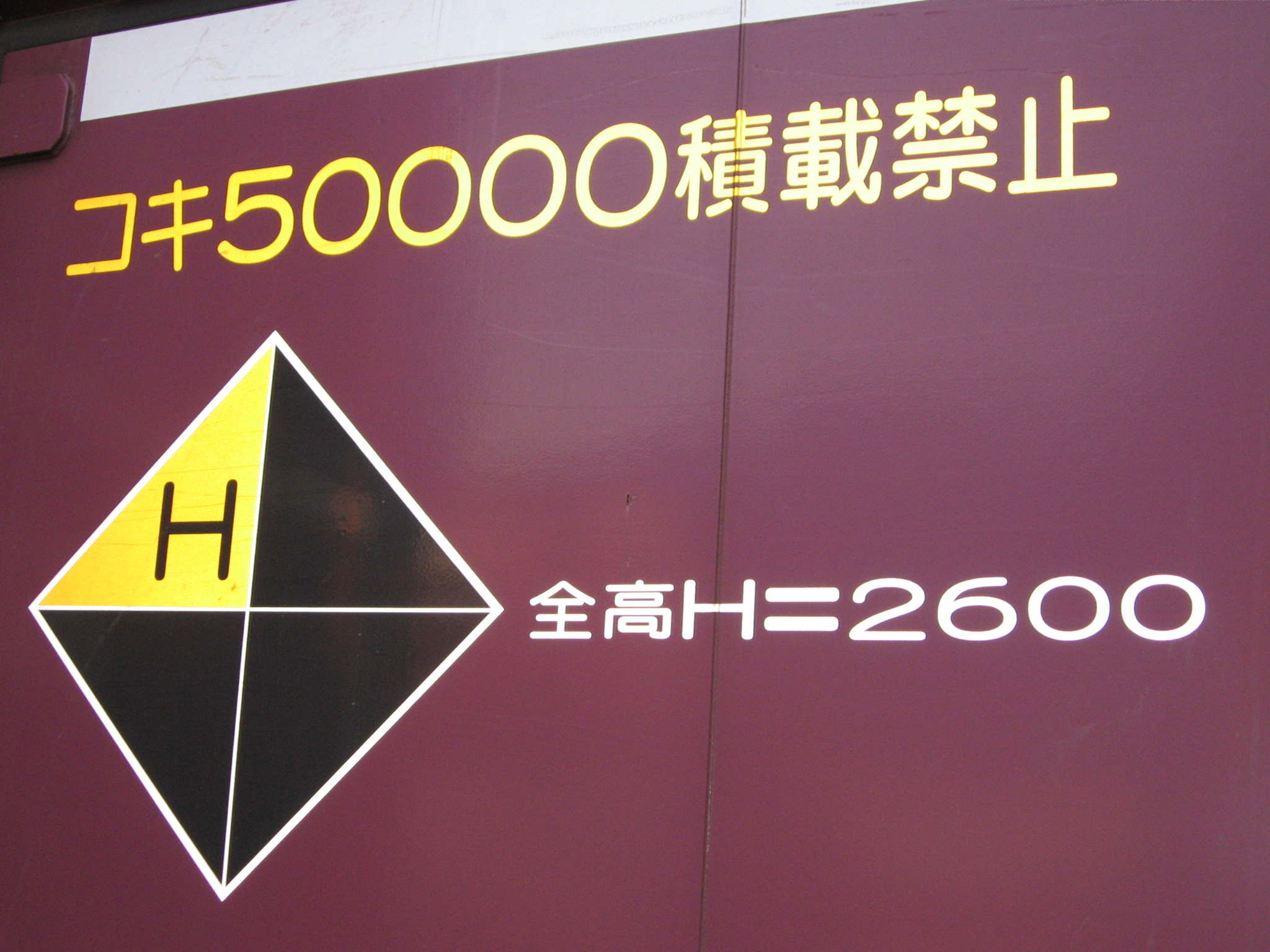
0番台の制限表記マーキング。
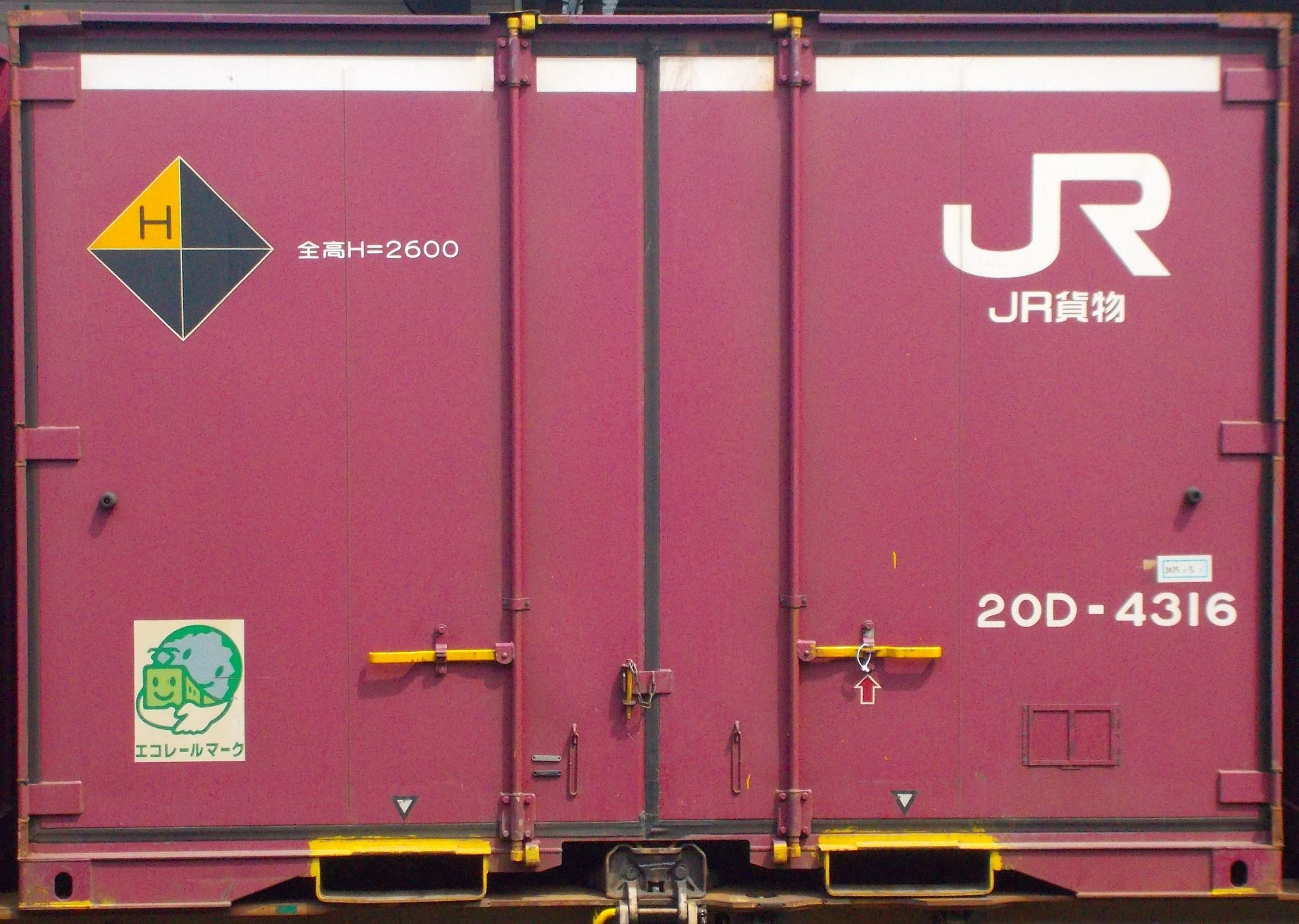
2019年度増備コンテナ総合車両製 20D-4316。
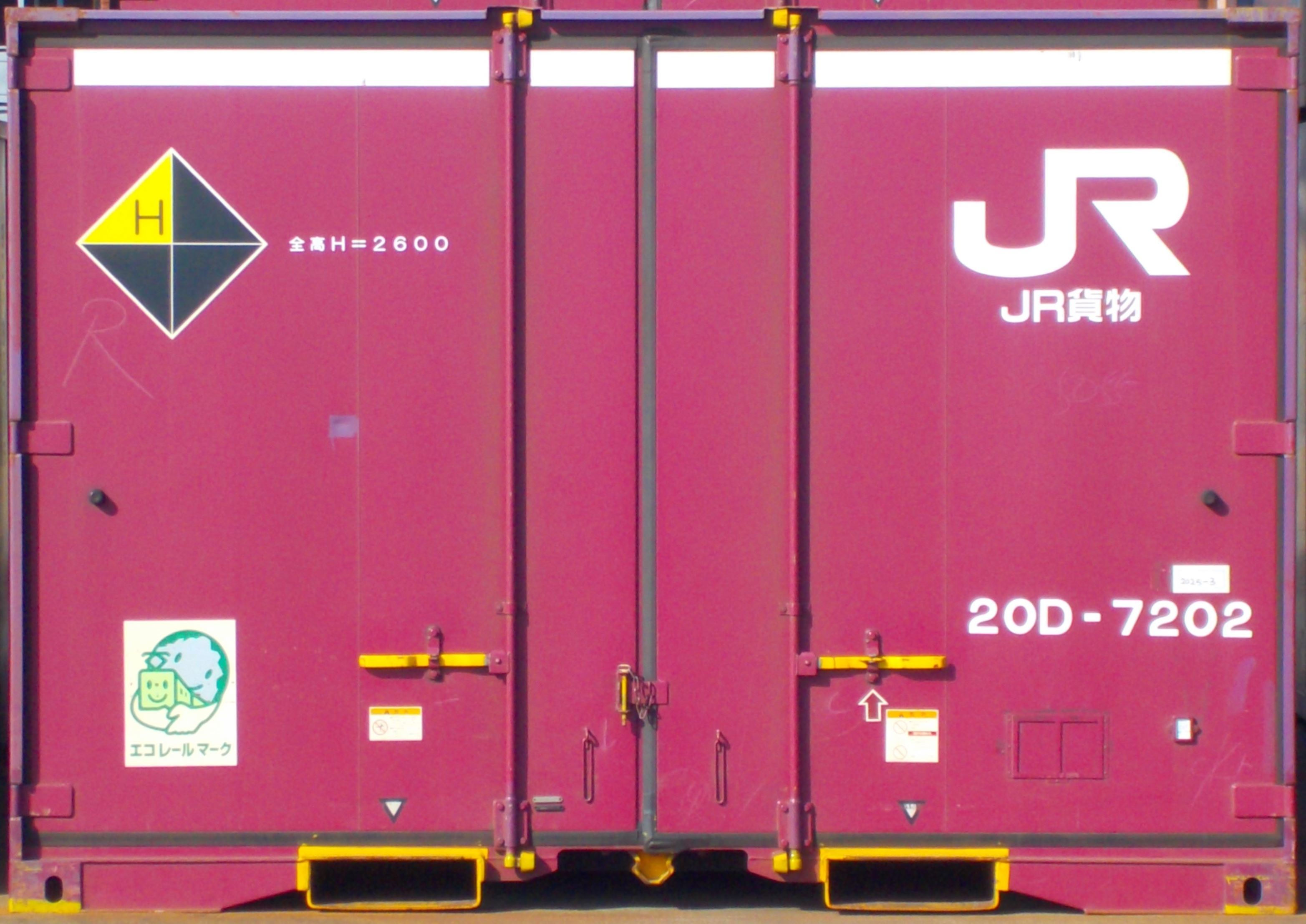
2019年度増備コンテナCIMC製 20D-7202。
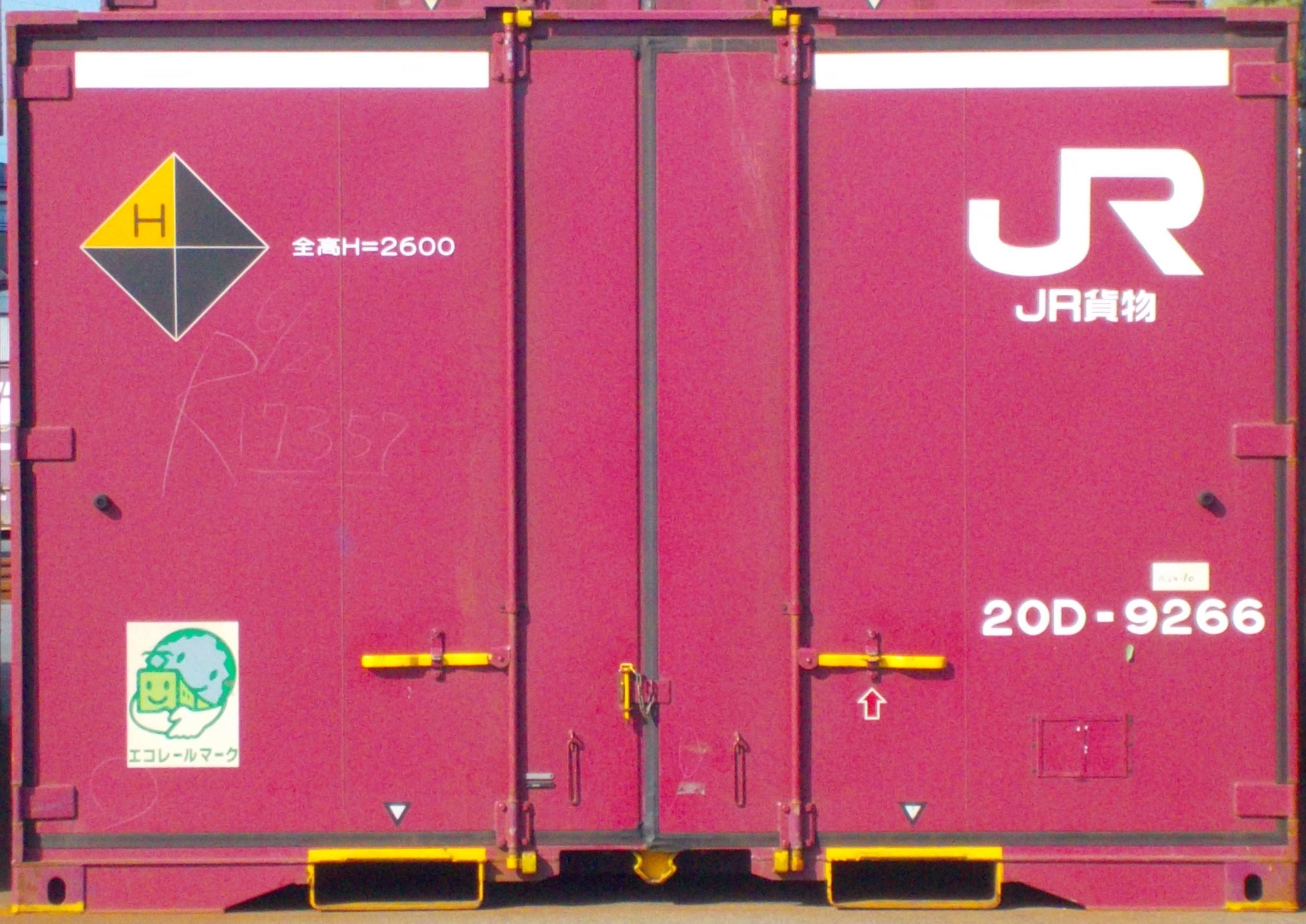
2021年度増備コンテナ総合車両製 20D-9266。
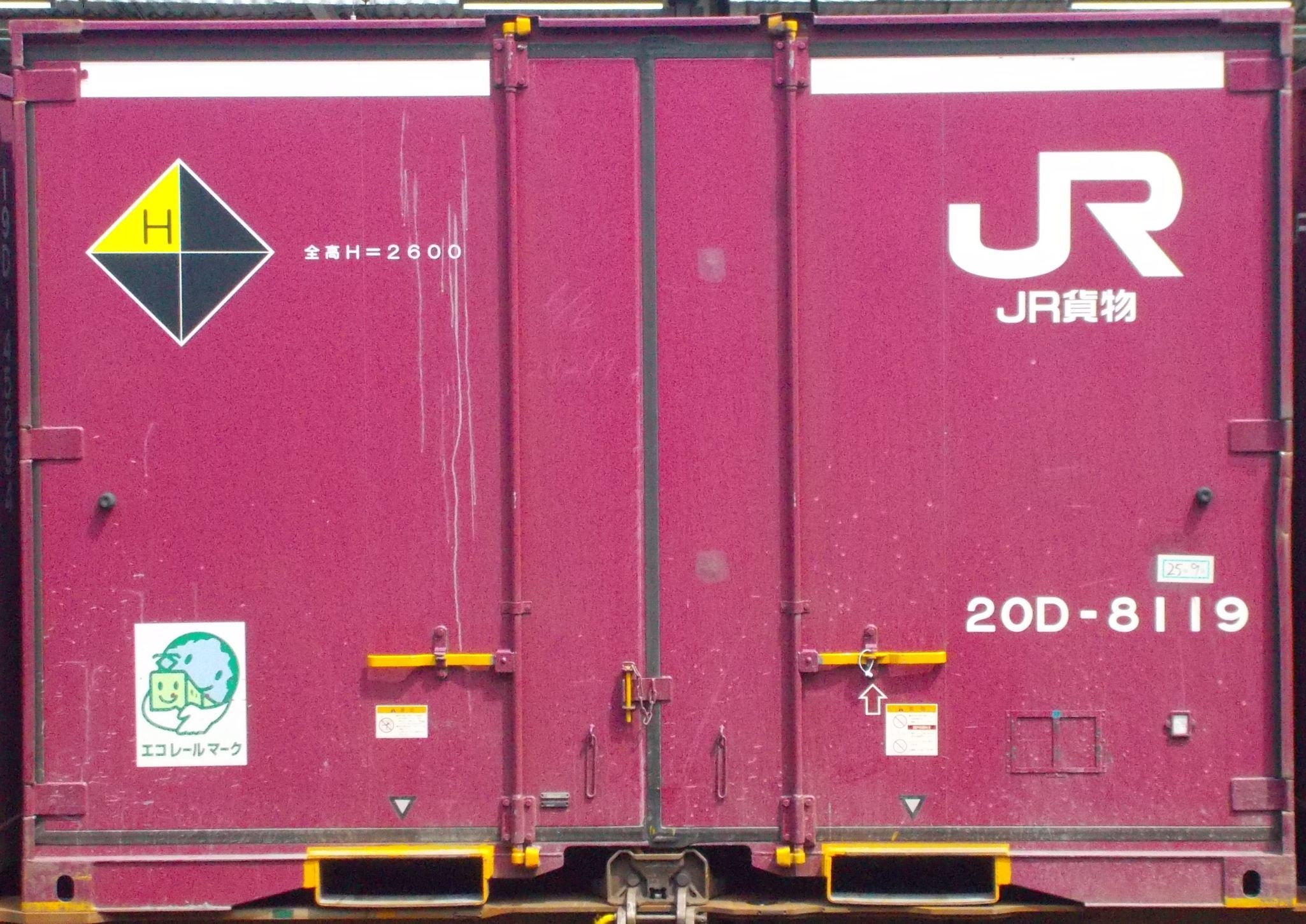
2021年度増備コンテナCIMC製 20D-8119。
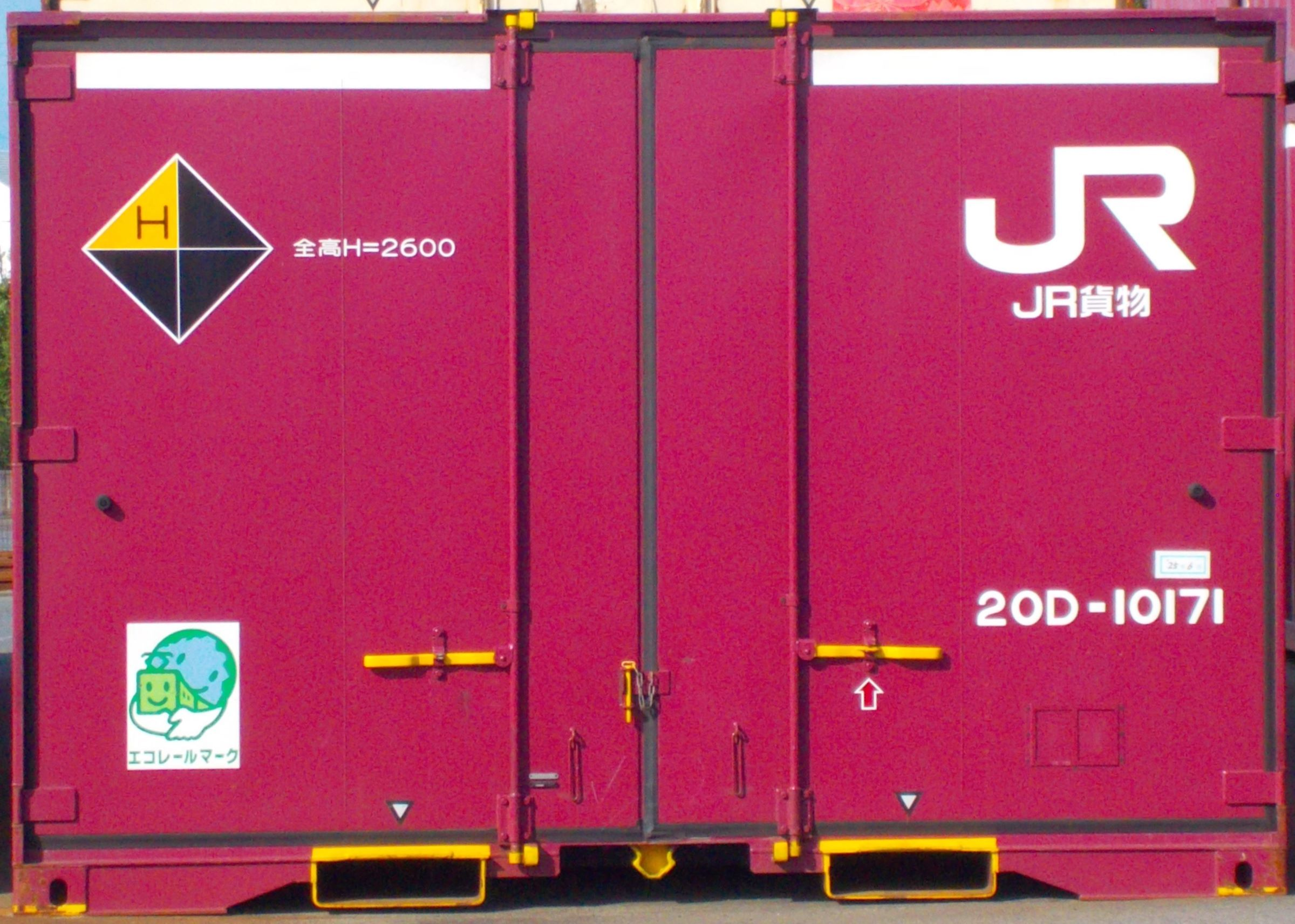
10000番台総合車両製 20D-10171。
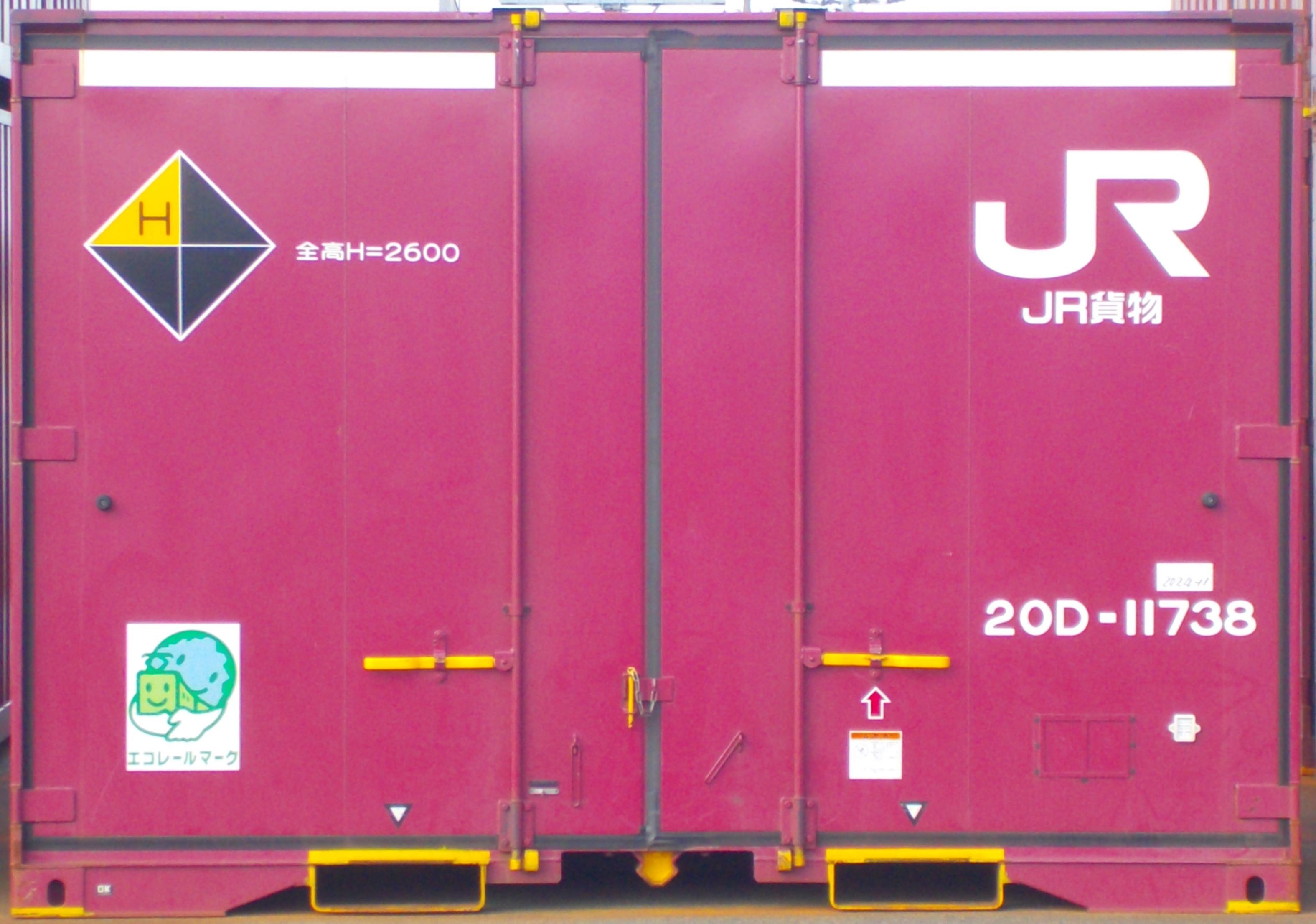
11000番台総合車両製 20D-11738。
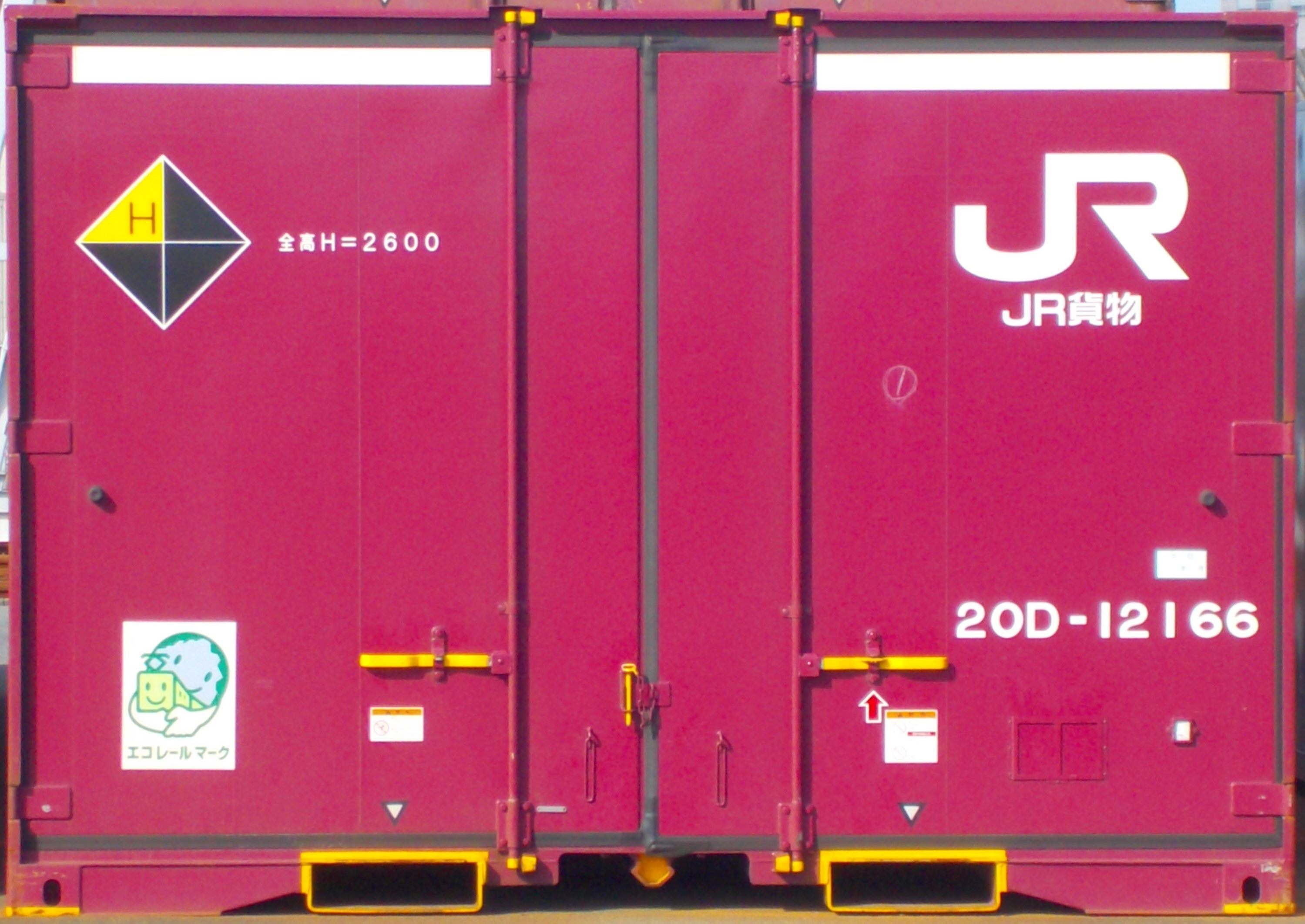
11000番台CIMC製 20D-12166。

## 構造
- コンテナの内容積は 19.53 m3であり、内容積をm3単位で丸めた値（呼び）20を形式名内に持つ。
- 両側側面開きで、全高は2,600 mmと、通常のコンテナよりも高くなっており、かさ高品の輸送に対応している。内容積は19.53 m3であり、内容積をm3単位で四捨五入した値「20」を形式名内に持つ。荷重は5.0 tである。
- 0番台では、妻面上部に鋼製の簡易通風器が設けられていた。
- 高さを大きく取って内容積を増やした関係で、高さ寸法が従来規格から逸脱していることを示すハローマークが貼られているのと、それを示す白色の帯が側面全ての面の上部に引かれている。ただし、後年の製造段階では背高を示す上部の帯は一部省略が進んでいる。 通常のコンテナよりも地上高の寸法が大きく、車両限界の関係からコキ50000形貨車への積載が禁止されており、コキ50000形の営業運転終了までに製造された個体では、オレンジ色で『コキ50000積載禁止』の注意書きも記されていた。ただし車両限界に余裕がある線区や特認区間ではこの限りではなく、緊締金具などの設計を19D形などと同一設計にして、問題なく積載できるように工夫している。
- 外部塗装はJRFレッドと称されるマルーン一色で、0番台では、右上にJRFマーク、中央に菱形の帯、左下にJR貨物の表記がされていたが、1000番台以降は、右上にJRマーク+JR貨物の表記に変更された。

## 沿革
- 2005年 （平成17年）度 - 東急車輛和歌山製作所にて第1号から第10号が落成。2006年 （平成18年）- 東急車輛和歌山製作所にて第11号から第200号が落成。
- 2013年（平成25年）度 - 総合車両和歌山製作所にて第201号から第450が落成。
- 2018年（平成30年）度 - 総合車両和歌山製作所にて第1001号から第2500号が落成。CIMCにて第2501号から第3650号が落成。
- 2019年（平成31年･令和元年）度 - 総合車両和歌山製作所にて第3651号から第5650号が落成。CIMCにて第5651号から第7250号が落成。
- 2021年（令和3年）度 - CIMCにて第7251号から第8200号が落成。総合車両和歌山製作所にて第8201号から第9700号が落成。
- 2022年（令和4年）度 - 総合車両和歌山製作所にて第10001号から第10800号、第11001号から第11800号が落成。
- 2023年（令和5年）度 - CIMCにて第11801号から第12500号が落成。総合車両和歌山製作所にて第12501号から第12900号が落成。

## 現状
- 2025年（令和7年）4月5日現在、11,739個が保有されている[7]。
- 2019年（令和元年）7月以降、初期の200個はアスベストが含有されているため順に解体処分が進められている。